# Wladimir I.

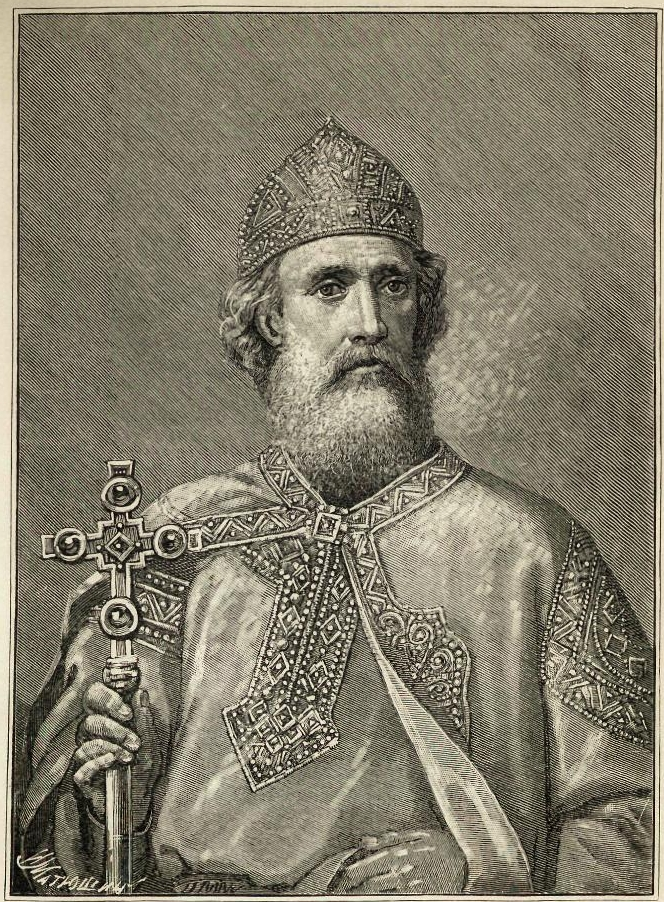
Wladimir der Große, Kupferstich von 1889

Wladimir I. Swjatoslawitsch bzw. Wolodymyr I. Swjatoslawytsch (altostslawisch Володимѣръ Свѧтославичь Volodiměrŭ Svętoslavičǐ, altnordisch Valdamarr Sveinaldsson, russisch Владимир Святославич; ukrainisch Володимир Святославич; belarussisch Уладзімер Сьвятаславіч; * um 960 bei Pskow; † 15. Juli 1015 in Berestowo bei Kiew), genannt Wladimir der Große, Wladimir der Heilige oder Rote Sonne (ukrainisch Красне Сонечко Krasne Sonečko; russisch Красно(е) Солнышко Krasno(je) Solnyško), war von 978/980 bis 1015 Großfürst von Kiew. Er gilt als der bedeutendste Fürst der Kiewer Rus, der unter anderem die Christianisierung der Rus initiierte.
Wladimir wird in der Russisch-Orthodoxen Kirche als apostelgleicher Heiliger verehrt. Gedenktage sind der 15. Juli (Sterbetag, katholisch, orthodox) und der 28. Juli (Tauftag, in Russland).

## Beginn der Herrschaft
Wladimir war ein Sohn von Großfürst Swjatoslaw I. von Kiew und Maluscha, einer Dienerin der Fürstin Olga. Sein Geburtsjahr ist unbekannt, wahrscheinlich um 960. Nach dem Tod des Vaters 972 wurde Wladimir Fürst von Nowgorod, dem zweitwichtigsten Zentrum der Rus, trotz seiner nicht standesgemäßen Herkunft. Sein Onkel Dobrynja unterstützte ihn als Woiwode. 972 kam Olav Tryggvason, der spätere norwegische König, mit seiner Mutter nach Nowgorod. Deren Bruder Sigurd diente dort als Waräger.
977 brach ein Streit zwischen seinen Halbbrüdern Oleg und Jaropolk I. aus. Jaropolk eroberte Nowgorod, wobei Oleg ums Leben kam. Wladimir floh nach Norwegen zu Håkon Jarl. Er kehrte mit einem Warägerheer zurück und eroberte Nowgorod zurück. Danach eroberte er Polozk, tötete den dortigen Fürsten Rogwolod und nahm dessen Tochter Rogneda zur Frau.
Kampflos fiel ihm die Hauptstadt Kiew in die Hand. Darauf lud er seinen Halbbruder Jaropolk zu Verhandlungen ein und ließ ihn umbringen, wodurch er zum Alleinherrscher der Kiewer Rus wurde.
Ein gewaltiges Problem stellten nun die angeworbenen Waräger dar, die bezahlt werden mussten. Er schickte einen Teil nach Byzanz, wo sie den Kern der Warägergarde bildeten. Andere Waräger setzte er hingegen als Verwalter in den Burgen seines Reiches ein.
Seine Macht festigte Wladimir durch weitere Feldzüge. 981 eroberte er die Burg Tscherwen und das Tscherwener Burgenland. An den südlichen Grenzen seines Landes ließ er „Hilfsvölker“ ansiedeln, welche das Reich schützten (so beispielsweise die turkstämmigen Torki und Berendei). Weitere Feldzüge führte er gegen Wjatitschen, Radimitschen, die baltischen Jatwinger und Ästier, die Wolgabulgaren und die Petschenegen.
Insgesamt vergrößerte er die Rus durch die Unterwerfung der verschiedenen benachbarten Völker so, dass sie bereits unter ihm vom Dnepr bis zum Ladogasee und an die Düna reichte.

## Christianisierung der Rus

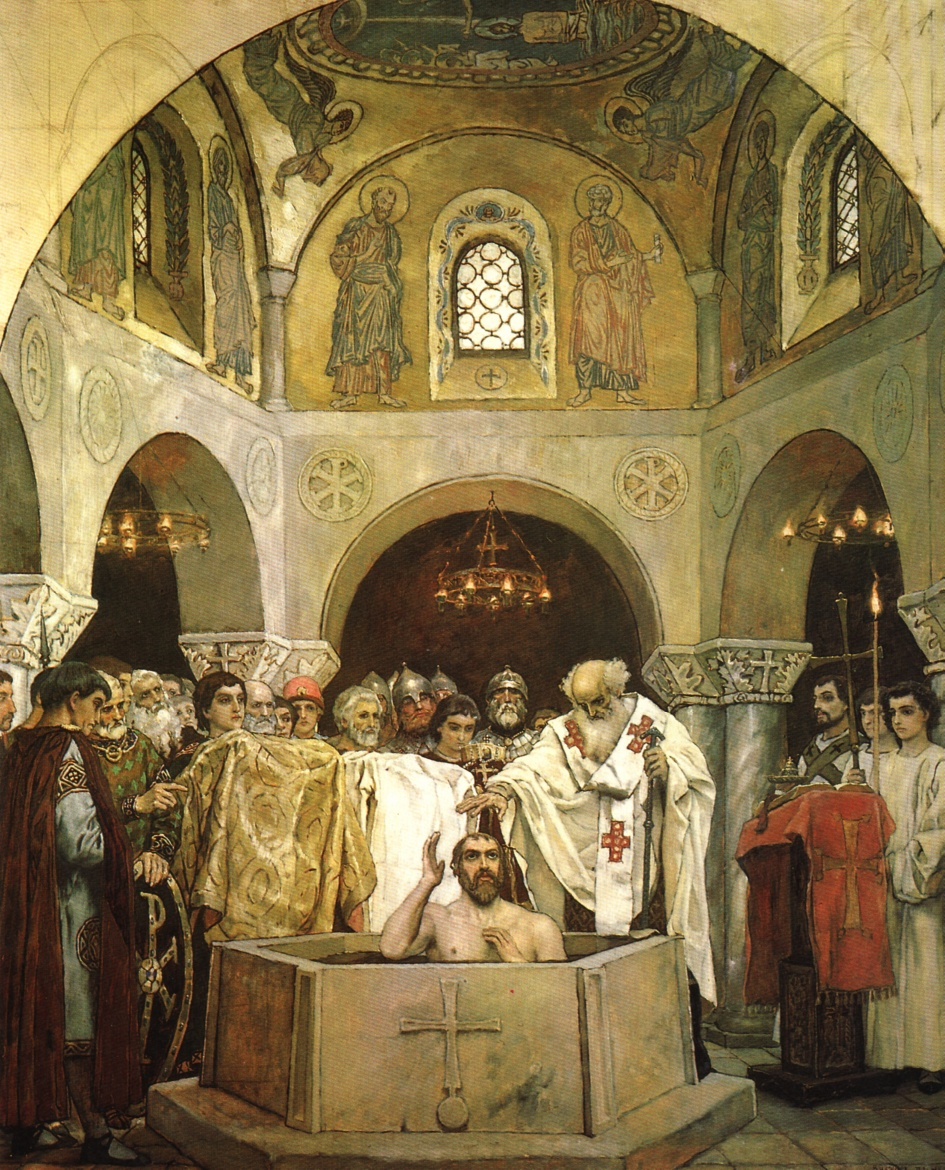
Wiktor Wasnezow: Taufe Wladimirs (1890)

Das wichtigste Ereignis der Regierungszeit Wladimirs war die Christianisierung der Kiewer Rus im Jahre 988 anlässlich seiner Vermählung mit Prinzessin Anna von Byzanz, Tochter des byzantinischen Kaisers Romanos II. Dafür erhielt er den Beinamen der Heilige und wurde nach seinem Tod in den Stand eines Heiligen der orthodoxen Kirche erhoben. Vor seiner Taufe beschreibt ihn die Heiligenlegende als Wüstling mit sieben Hauptfrauen und 800 Mätressen. Er ließ überall Götzenbilder aufstellen und war ein eifriger Anhänger des slawischen Heidentums. Zum christlichen Glauben brachte ihn der Überlieferung zufolge die Vernunft. Angeblich ließ er sich von allen Religionen Gelehrte schicken und wählte die beste aus. (Entgegnung an den moslemischen Gesandten: „Der Rus ist des Trunkes Freund, wir können ohne das nicht sein“.)

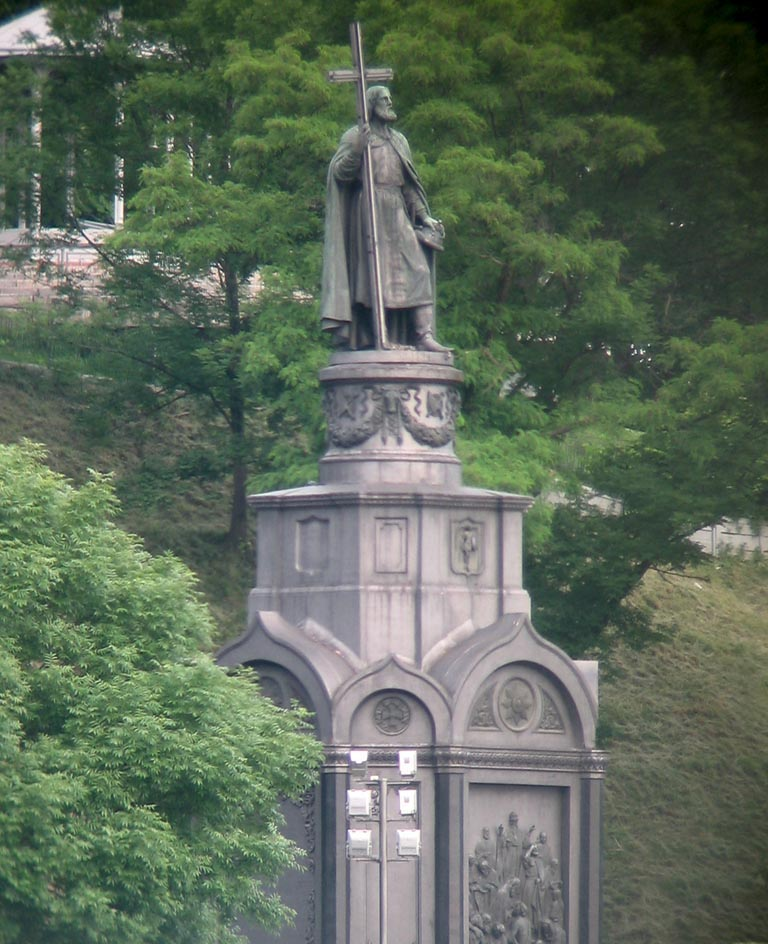
Wladimir-Statue in Kiew am Dnepr, wo die legendäre Taufe der Rus stattfand

Tatsächlich war Wladimirs Taufe aber ein diplomatischer Schachzug: Ziel war die Verbindung mit dem byzantinischen Kaiserhaus. Kaiser Basileios II. benötigte Hilfe gegen die Bulgaren, die gemeinsamen Feinde Wladimirs und des oströmischen Kaisers. Wladimir schickte ein Heer von 6000 Rus nach Konstantinopel. Daneben übte er durch Angriffe auf das byzantinische Chersones auf der Krim Druck aus. Schließlich willigte der Kaiser ein: Wenn sich Wladimir taufen ließe, so würde Basileios II. ihm für die militärische Unterstützung seine Schwester Anna zur Frau geben. So geschah es, und Wladimir I. bekam als erster europäischer Herrscher eine Purpurgeborene zur Frau. Die Taufe des Knjasen wurde in Kiew als großer Akt zelebriert. Nach dem Niederreißen der heidnischen Götterbilder fand eine Massentaufe im Dnepr statt. Offenen Widerstand gegen die Christianisierung scheint es nicht gegeben zu haben, obgleich sich der alte Glauben vor allem in ländlichen Gebieten lange halten konnte. Die Kirche begann rasch mit dem Aufbau eines Netzes von Kirchen und Klöstern, das erheblich zur Festigung des Kiewer Reiches beitrug. Darüber hinaus entwickelte sich die Region durch den neuen Glauben kulturell. Die Orthodoxie hatte damit eine dominierende Stellung in der Rus erreicht. Zugleich war Wladimir durch die Annahme des Christentums und die Eheverbindung mit dem byzantinischen Kaiserhaus zu einer Figur von diplomatischer Bedeutung geworden.
Im Zusammenhang mit der Christianisierung übernahm man nicht nur im kirchlichen Alltag die altkirchenslawische bzw. altbulgarische Schriftsprache, was zum ersten südslawischen Einfluss führte.

## Das Ende der Herrschaft
Machtpolitisch abgesichert trieb Wladimir den inneren Ausbau seines Territoriums voran. In neuen Burgstädten entlang der Dnjepr-Nebenflüsse siedelte er Ilmenslawen (Slowenen), Kriwitschen, Wjatitschen und Tschuden an; sie sollten Angriffe der Petschenegen abwehren. Die Verwaltung der einzelnen Regionen der Kiewer Rus vertraute er zwölf seiner Söhne an. Doch diese faktische Teilung schwächte das Reich. Ein erster schwerer Konflikt brach noch zu Wladimirs Lebzeiten um die reiche Handelsstadt Nowgorod aus. Der (nach dem Tod seines älteren Bruders Wyscheslaw) designierte Thronfolger Jaroslaw erhielt diese nach Kiew wichtigste Stadt. Im Jahre 1014 weigerte sich Jaroslaw, seinem Vater den Tribut zu zahlen. Zu einem Feldzug Wladimirs gegen seinen Sohn kam es nicht mehr; Wladimir starb am 15. Juli 1015.

## Ehen und Nachkommen
Wladimir hatte zahlreiche Frauen und Nebenfrauen, wie Rogneda von Polozk und Anna von Byzanz. Seine Nachkommen waren unter anderen:
- Wyscheslaw (um 977–1010/14), Fürst von Nowgorod
- Boris (–1015), Fürst von Rostow am Don, Heiliger
- Gleb (–1015), Fürst von Murom, Heiliger
- Swjatopolk I. (978/979–1019, wahrscheinlich Stiefsohn), Großfürst von Kiew (1015–1016, 1018–1019)
- Swjatoslaw (um 978–1015), Fürst der Drewlanen
- Isjaslaw (um 979–1001), Fürst von Polozk
- Jaroslaw der Weise (um 979–1054), Großfürst von Kiew (1019–1054)
- Mstislaw von Tschernigow (um 983–1034/36), Fürst von Tmutarakan und Tschernigow
- Wsewolod (983/984–vor 1013), erster Fürst von Wolhynien

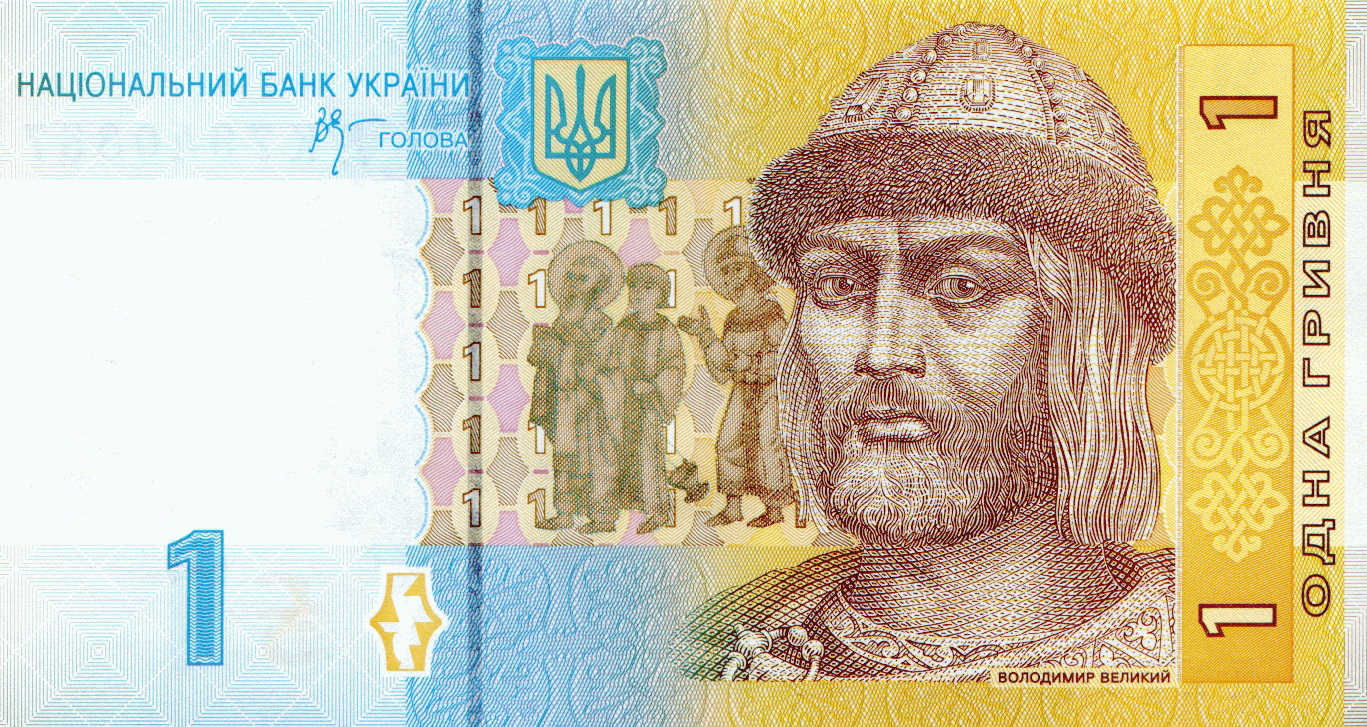
Eine-Hrywnja-Banknote, vierte Serie (2006)

- Predslawa[4]

## Nachwirkungen
Wladimir zu Ehren wurde der Wladimir-Orden gestiftet. 1853 wurde zu seinem Andenken in Kiew am hohen Dnjeprufer ein imposantes Denkmal errichtet.
Ein weiteres, ikonographisch ähnliches Denkmal wurde 2016 an der Kremlmauer in Moskau errichtet. Die Bronze-Skulptur, die Wladimir mit dem Schwert am Gürtel und dem Kreuz in der erhobenen rechten Hand zeigt, ist zwölf Meter hoch (mit dem Kreuz 16 Meter) und wurde von dem Bildhauer Salavat Scherbakow geschaffen. Für den Historiker Serhii Plokhy symbolisiert diese Statue vor allen Dingen den russischen Anspruch auf das Erbe Kiews und unterstreicht die Bedeutung der Kiewer Rus für die historische Identität des heutigen Russlands.
Die Eine-Hrywnja-Banknote der Nationalbank der Ukraine zeigt in allen Serien auf der Vorderseite Wladimir den Großen.
2016 wurde der Spielfilm Viking veröffentlicht, in dem Wladimir I. von Danila Walerjewitsch Koslowski gespielt wird.
Der Asteroid des äußeren Hauptgürtels (2967) Vladisvyat ist nach ihm benannt.